# Acer orizabense
Acer orizabense é uma espécie de árvore do gênero Acer, pertencente à família Aceraceae.